# Шехреза
Шехреза́ (перс. شهرضا‎) — город в центральном Иране, в провинции Исфахан. Административный центр шахрестана Шехреза. Шестой по численности населения город провинции. Центр текстильной промышленности.

## География
Город находится в южной части Исфахана, в гористой местности центрального Загроса, на автодороге Бушир-Тегеран. Абсолютная высота — 1823 метров над уровнем моря.
Шехреза расположена на расстоянии приблизительно 68 километров к юго-юго-востоку (SSE) от Исфахана, административного центра провинции и на расстоянии 400 километров к юго-юго-востоку от Тегерана, столицы страны. Ближайший аэропорт расположен в городе Зерриншехр.

## Население
По данным переписи, на 2006 год население составляло 108 299 человек. В национальном составе преобладают персы, в конфессиональном — мусульмане-шииты.
| 1991   | 1996   | 2006    | 2012    |
| ------ | ------ | ------- | ------- |
| 84 666 | 89 779 | 108 299 | 118 106 |